# Saint-Martin-de-Connée
Saint-Martin-de-Connée è una frazione del comune francese di Vimartin-sur-Orthe, con status di comune delegato, nel dipartimento della Mayenne nella regione dei Paesi della Loira.

## Storia
Il 1º gennaio 2021 il comune di Saint-Martin-de-Connée venne fuso con i comuni di Saint-Pierre-sur-Orthe e Vimarcé, formando il nuovo comune di Vimartin-sur-Orthe.

## Società

### Evoluzione demografica
Abitanti censiti